# Jukung

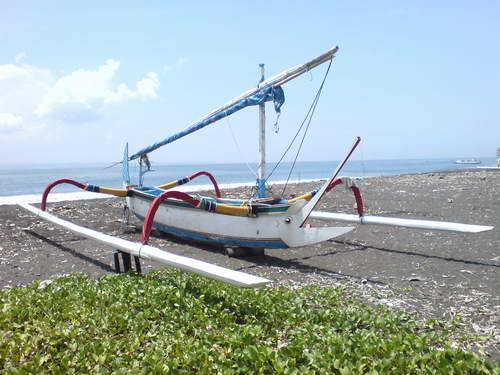
Um Jukung.

Um jukung ou uma canoa é um tipo de embarcação pequena usada na Indonésia para pesca.